# Pacific Daydream
Albums de Weezer
Weezer
(2016) Weezer
(2019)
Pacific Daydream est le onzième album du groupe Weezer, paru le 27 octobre 2017 chez Atlantic.
Caractérisé par un style musical drastiquement différent du reste du catalogue du groupe, l'album atteint la vingt-troisième place du Billboard 200, le démarrage le plus bas pour un album du groupe depuis leur premier.
Malgré une réception mitigée,, l'album reçu une nomination pour le meilleur album rock à la cérémonie des Grammy Awards 2017 .

## Titres
| No  | Titre               | Auteur                                                                              | Durée |
| --- | ------------------- | ----------------------------------------------------------------------------------- | ----- |
| 1.  | Mexican Fender      | Rivers Cuomo, Toby Gad                                                              | 3:11  |
| 2.  | Beach Boys          | Cuomo                                                                               | 3:51  |
| 3.  | Feels Like Summer   | Cuomo, Patrick Morrissey, Jonny Coffer, J.R. Rotem, David Dahlquist, Dan Goldberger | 3:15  |
| 4.  | Happy Hour          | Cuomo                                                                               | 2:57  |
| 5.  | Weekend Woman       | Cuomo                                                                               | 4:05  |
| 6.  | QB Blitz            | Cuomo                                                                               | 3:17  |
| 7.  | Sweet Mary          | Cuomo, Josh Alexander                                                               | 3:42  |
| 8.  | Get Right           | Cuomo, Jonny Coffer, Johnny McDaid, Alexander                                       | 3:12  |
| 9.  | La Mancha Screwjob  | Cuomo, Alexander                                                                    | 3:27  |
| 10. | Any Friend of Diane | Cuomo, Jonathan Coffer, Hugo Pescod                                                 | 3:34  |